# أمتعة يد

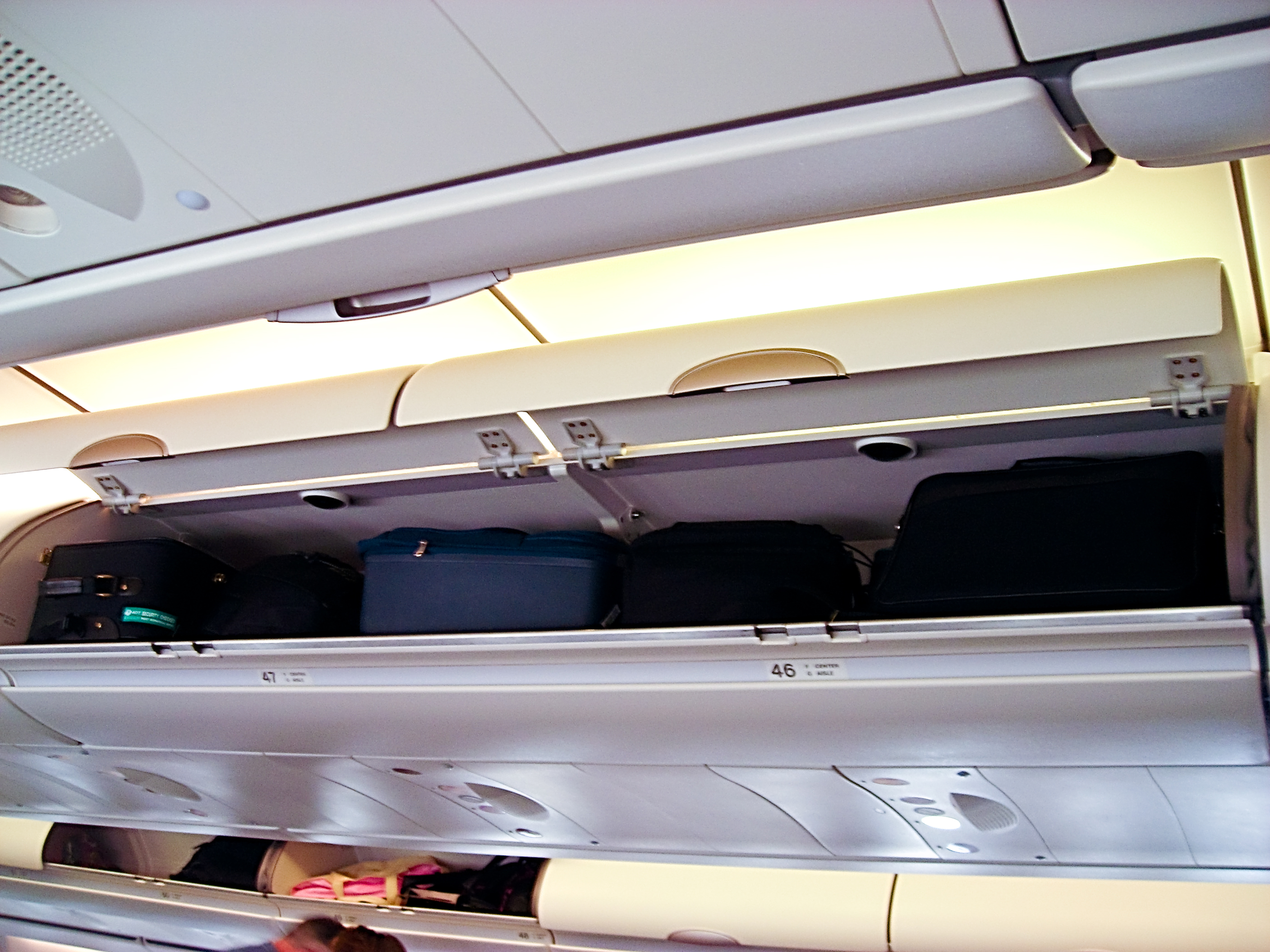
خزائن المتاع المُصاحب لطائرة إيرباص أـ340 (الدرجة الاقتصادية) يُشار إليها أيضًا باسم «الصناديق العليا»

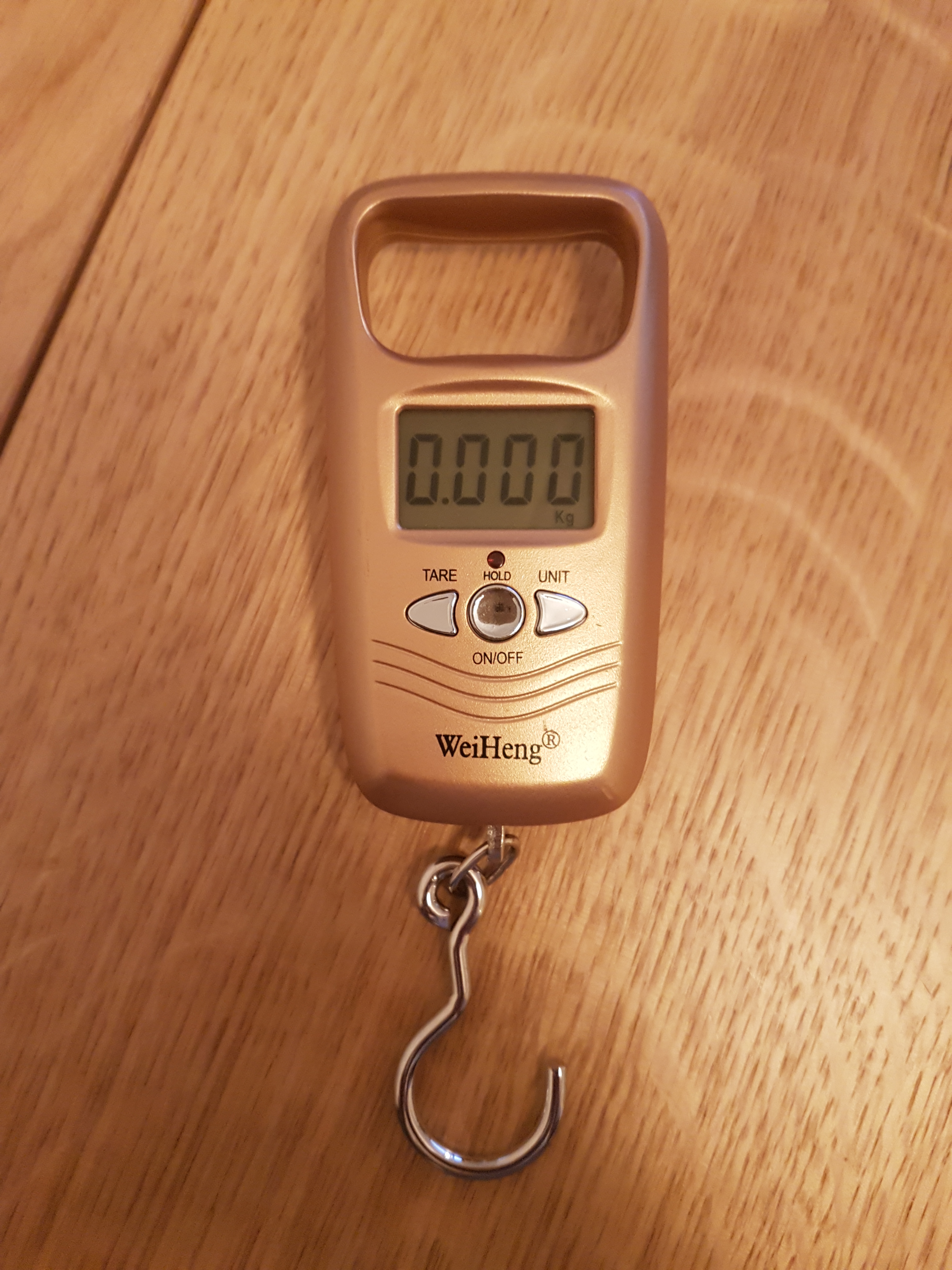
ميزان صغير محمول للتحقق مما إذا كانت الأمتعة المُصاحبة لا تتجازو الوزن المسموح به

الأمتعة اليدوية أو المحمولة أو المُصاحبة تعني الأمتعة التي يُسمح للركاب بحملها في مقصورة الركاب بدلاً من تسليمها لتوضع مقصورة شحن منفصلة. يُسمح للركاب بحمل عدد محدود من الحقائب الصغيرة معهم في والتي تحتوي عادةً على الأشياء الثمينة والأشياء اللازمة أثناء الرحلة. توجد عادة مساحة تخزين مخصصة للأمتعة المُصاحبة، إما تحت المقاعد أو في الخزائن العليا. عادةً ما تحتوي القطارات على رفوف للأمتعة فوق المقاعد وقد تحوي أيضًا (خاصة في حالة قطارات المسافات) مساحة للأمتعة بين ظهور المقاعد التي تواجه اتجاهات متعاكسة أو في رفوف أمتعة إضافية ، على سبيل المثال ، في نهايات العربة بالقرب من الأبواب.